# بيل جوي
وليام نيلسون جوي (ولد بتاريخ 8 نوفمبر من العام 1954) والمعروف باسم بيل جوي هو عالم حاسوب أمريكي شارك بتأسيس شركة صن ميكروسيستمز سنة 1982 مع فينود كوسلا وسكوت مكنيلي وأندي بيكتولسايم وكان رئيس فريق العلماء في الشركة وبقي على رأس هذا المنصب إلى العام 2003، وهو معروف بكونه من كتب مقالة "لماذا لا يحتاجنا المستقبل؟ (بالإنجليزية: Why the Future Doesn't Need Us)‏" حيث عبر فيها عن مخاوفه العميقة حيال تطوير التكنولوجيات الحديثة، وقد لعب جوي دوراً مهما ومتكاملاً في بدايات تطوير توزيعة برمجيات بيركلي بينما كان في المراحل الأخيرة من تخرجه من جامعة كاليفورنيا، بركلي، وهو أيضاً من قام بتطوير محرر النصوص المشهور في آي.

## بداياته المهنية
ولد جوي في إحدى ضواحي ولاية ميتشيجان الأمريكية وتسمى فارمينغتون هيلز لأبيه وليام جوي الذي كان يعمل مرشد تربوي ونائب مدير مدرسة وأمه رووث جوي، وحصل جوي على شهادة البكالوريوس في علوم الهندسة الكهربائية من جامعة ميشيغان وحصل أيضاً على شهادة الماجستير في علوم الهندسة الكهربائية وعلوم الحاسوب من جامعة كاليفورنيا، بركلي وذلك عام 1979 وقد أشرف على تخريجه البروفيسور بوب فابري.
و لكونه خريج جامعة كاليفورنيا فقد عمل جوي في مجموعة بحوث أنظمة الكمبيوتر التابعة لفابري وكان مسؤولاً عن تنظيم وتطوير وإطلاق توزيعة برمجيات بيركلي التي إنبثق منها أشكال مختلفة من أنظمة يونكس ويتضمن ذلك فري بي ‌إس ‌دي، نت بي إس دي، ترو 64، أوبن بي إس دي، وصن أو إس، ومن المعلوم أيضاً أن شركة أبل الأمريكية كانت قد أسست نواة نظام تشغيلها ماك أو أس أكس بالاعتماد على تكنولوجيا توزيعة بركلي الذي كان جوي مسؤولاً عنها.
و أحد أشهر مساهماته كان محرر النصوص في آي وتعد رباطة جأشه كمبرمج حاسوب أسطورية حيث حيكت عنه حكاية أنه قام بكتابة في آي في عطلة نهاية الأسبوع وهذا ما ينفيه جوي ولا يأكده ويشمل ذلك عدد آخر من إنجازاته. وللتدليل على المبالغة في ذلك فقد صرح إيريك شميت الذي كان يمثل المدير التنفيذي لشركة نوفل في ذلك الوقت أثناء مقابلة له بأن جوي وبشكل فردي كان قد قام بإعادة كتابة نواة نظام التشغيل الخاص بتوزيعة برمجيات بيركلي في عطلة نهاية الأسبوع وكان كلامه أثناء المقابلة غير دقيق وغير منطقي.
و وفقاً لمقالة كتبت على موقع "Salon" فإنه وفي بداية الثمانينات من القرن العشرين تعاقدت وكالة مشاريع البحوث المتطورة الدفاعية «داربا» مع شركة بي بي أن لإضافة حزمة بروتوكولات الإنترنت (بالإنجليزية: TCP/IP)‏ لتوزيعة برمجيات بيركلي وقد أوعز لجوي القيام بإضافة الشيفرة البرمجية التي طورتها بي بي أن لنظام تشغيل بيركلي ولكنه رفض القيام بذلك لظنه بعدم كفائة العمل الذي قامت به شركة بي بي أن، وقد صرح الموظف في شركة صن ميكروسيستمز جون غيج أنه وعلى أثر ذلك قام جوي بتطوير هذه الشيفرة البرمجية بنفسه للوصول إلى الكفائة المنشودة التي أرادها جوي لتطبيق حزمة بروتوكولات الإنترنت في نظام تشغيل بيركلي.
و من المثير للتهكم أن شركة بي بي أن كانت قد وقعت هذا الإتفاق الكبير لتطبيق حزمة بروتوكولات الإنترنت في نظام تشغيل بيركلي ولكن الشيفرة البرمجية التي قاموا بالعمل عليها لم تعمل بينما الشيفرة التي قام جوي -الخريج الجامعي الجديد- بتطويرها كانت تعمل وبشكل جيد، ولذلك طلبت الشركة من جوي أن يقوم بعقد اجتماع معها وظهر جوي الذي كان يرتدي قميصه الأقل من عادي مع موظفي شركة بي بي أن اللذين يرتدون بزاتهم الرسمية المنمقة وسألوه «كيف قمت بهذا؟» ورد جوي قائلاً «إنه أمر بسيط، كل ما عليك القيام به هو قراءة البروتوكول وكتابة الشيفرة المصدرية» وقد أورد ذلك روب غورويتز الذي كان يعمل لدى بي بي أن في ذلك الوقت.

## صن ميكروسيستمز
في عام 1982 وبعد أن مضى على قيام شركة صن ميكروسيستمز ستة أشهر، تم إحضار جوي ليلعب دور أحد مؤسسي الشركة، وأثناء عمله في الشركة كان يعمل في عدة مشاريع مهمة ومن بينها:
- عمله في تطوير نظام الملفات الشبكي (بالإنجليزية: (Network File System (NFS)‏.
- عمله في تطوير مجموعة تعليمات ريسك للمعالج سبارك.
- عمله في تطوير لغة البرمجة المعروفة جافا.
- عمله في تطوير جيني وهو عبارة عن تصميم هيكلية شبكية مخصص للتكنولوجيا المبنية على جافا.
- عمله في تطوير جافا سبايسيس (بالإنجليزية: JavaSpaces)‏.
- عمله في تطوير جاي أكس تي إيه (JXTA) وهو عبارة عن مجموعة معايير ومواصفات لبروتوكول ند للند مفتوح المصدر تم بدأ العمل به في شركة صن ميكروسيستمز.

في عام 1986، مُنح جوي جائزة جريس موراي هوبر من قبل رابطة مكائن الحوسبة المعروفة باسم (ACM) وذلك لعمله نظام تشغيل توزيعة بيركلي يونكس. وبتاريخ (9 سيبتمبر 2003) أعلنت شركة صن ميكروسيستمز أن جوي سيغادر الشركة وأنه يأخذ وقته للتفكير لخطوته التالية وأنه حالياً لا يوجد لديه أي مخططات واضحة.

## ما بعد صن ميكروسيستمز
في عام 1999 قام جوي بتأسيس شركة مشاريع هاي بار مع اثنين من زملائه في صن ميكروسيستمز وهما أندي بيكتولسايم وروي ثِيّلِ-ساردينا وفي شهر يناير من العام 2005 كشريك تجاري لشركة كلينر بيركنز كوفيلد آند بايرز حيث قام بتبني اسثمارات في مجال الطاقة الخضراء وقد قال ذات مرة (طريقتي تكمن في النظر إلى شيءٍ يبدو فكرة جيدة وبعد ذلك أقوم بافتراض صحة هذه النظرة) وفي عام 2011 تم تنصيبه كرفيق لمتحف تاريخ الحاسوب.

## مخاوف تكنولوجية
في عام 2000 اكتسب جوي سمعة سيئة بسبب نشر مقالته لماذا لا يحتاجنا المستقبل؟ في مجلة ويرد حيث عبر فيها عن معارضته الشخصية لكثير من أشكال التقنية الحديثة، وكان جوي مقتنعاً أن التطورات المتنامية في حقول الهندسة الوراثية وتقنية النانو ستجلب المخاطر للبشرية، وقال أن الروبوتات الذكية ستحل محل الجنس البشري ويكون ذلك على أقل تقدير من الجوانب الفكرية والاجتماعية وفي أقرب موعد زمني، ودعا جوي إلى التخلي عن تكنولوجيا الهندسة الوراثية وتقنية النانو وتطوير الرجال الآليين وذلك كبديل لسباق التسلح بين الاستخدام السلبي لتلك التقنيات ووجوه الدفاع ضدها، وقد تناول ريموند كرزويل وآخريين تلك الأفكار المُقدمة من جوي.

## روابط خارجية
- بيل جوي على موقع IMDb (الإنجليزية)
- بيل جوي على موقع الموسوعة البريطانية (الإنجليزية)
- بيل جوي على موقع إن إن دي بي (الإنجليزية)
- بيل جوي في تيد